# Тимченов, Андрей Анатольевич
Андрей Анатольевич Тимченов (1967, пос. Бохан, Иркутская область — 25 февраля 2007, Иркутск) — русский поэт.

## Биография
Окончил среднюю школу, учился в Иркутском театральном училище; работал санитаром, плотником, дворником. Член Союза российских писателей.

Как смерть назвать пусть угол дома скажет

прикованный к причалу времён года

когда из города

уйду однажды
Публиковался в сборнике «Авантюра по имени Новая жизнь», неоднократно — в альманахах «Иркутское время» и «Зелёная лампа» (издания Иркутского отделения Союза российских писателей), в журнале «Дети Ра». Издал две книги стихов. Выпуск альманаха «Иркутское время» (2007, 256 стр.) был посвящён памяти трёх иркутских поэтов, один из которых — Тимченов, и содержал подборку поэтических сочинений поэта.